# 2019年—2020年刚果民主共和国麻疹疫情
2019年－2020年刚果民主共和国麻疹疫情於2019年初爆發於刚果民主共和国的東南部，隨後散播至全國，至同年6月麻疹造成的死亡人數已超過該國同時爆發的伊波拉出血熱疫情，染病者大多為五歲以下的兒童，分別占總病例的74%與死亡病例的近90%。此次疫情為2019年世界各地爆發的多起麻疹疫情中最為嚴重、死亡人數最多者。
為控制疫情，剛果民主共和國衛生部對幼童展開大規模疫苗接種計劃，麻疹與德國麻疹計畫、世界衛生組織（WHO）、聯合國兒童基金會（UNICEF）、無國界醫生與GAVI等國際組織均提供援助，但接種計劃受資源缺乏、地區武裝衝突與居民對醫療不信任等因素所阻。2020年4月有報導指接種計劃因COVID-19疫情爆發而暫停；同年8月24日剛果民主共和國衛生部宣布疫情結束，總計有超過38萬人染疫，其中至少7018人死亡。
2021年4月無國界醫生報導指剛果民主共和國又爆發了麻疹疫情，自該年初起已有13000人感染。